# 董必武
董必武（1886年3月5日—1975年4月2日），原名贤琮，又名用威，字洁畲，号壁伍，湖北省黃州（后改黄安县，今红安县）人，中国共产党和中华人民共和国法官及政治人物，原正国级领导人，為中国共产党创始人和第一代主要领导人之一，中华人民共和国开国元勋，曾经担任中华人民共和国副主席、代主席，中共中央政治局常委、委員。亦是毛澤東以外少數得以善終的中共創始人之一。在中共一大代表中，只有毛泽东和董必武于1949年后担任中共高层领导。

## 生平

### 早年生涯
1903年，董必武考中秀才。1903年，他赴武昌参加乡试时，因为好奇而朝衙门内张望，被衙役殴打，他自称“从此恨死当官人”。1905年，董必武考入湖北文普通學堂，1910年畢業，獲清朝學部授予拔貢，此後在黃州任教員。1911年，董必武參加辛亥革命，同年加入中國同盟會。1914年东渡日本学习法律，毕业于日本大學。其间於日本加入孫中山創立的中華革命黨。1915年5月回國從事反袁活動，曾兩次被捕入獄。1916年出獄後赴日本。1918年回国，參加護法運動。1919年在上海參加了五四運動，其後创办武汉中学，教授国文。

### 创建中共

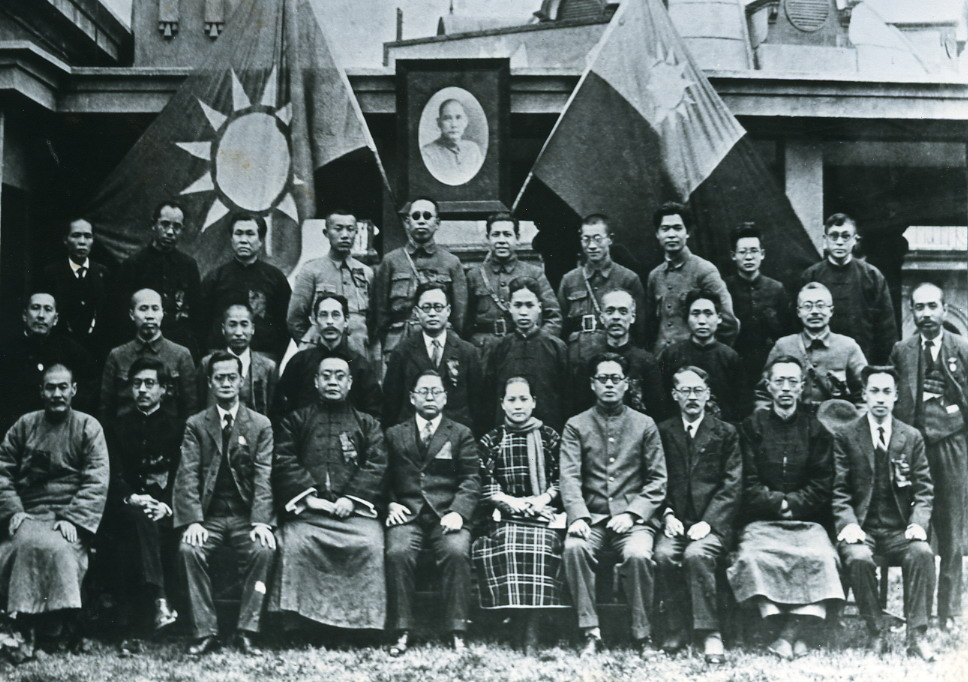
1927年3月，中国国民党二届三中全会。前排右起：吴玉章、经亨颐、陈友仁、宋子文、宋庆龄、孙科、谭延闿、徐谦、顾孟余、丁惟汾；第二排右起：朱霁青、林伯渠、毛泽东、彭泽民、于树德、陈其瑗、邓懋修、丁超五、董必武、江浩；后排右起：谢晋、许苏魂、邓演达、恽代英、陈公博、詹大悲、夏曦、王法勤、王乐平、周起刚。

1920年，董必武与陈潭秋等人在武汉建立中国共产党早期组织之一的共产党武汉支部。1921年7月，出席中国共产党第一次全国代表大会，为武漢小組代表。会後，董必武建立和發展湖北省的中共党组织，任中共武汉区委委員、中共湖北民運部部長、中共湖北省委委員。1924年第一次国共合作后，董必武领导筹建了中国国民党湖北省党部，並任湖北省政府农工厅厅长，中国国民党中央执行委员会候补委员。中国国民党清党后，1928年赴莫斯科中山大学、列宁学院学习。

### 土地革命战争时期
1932年，董必武回国，此后在中央苏区历任中共中央党校校长，中共中央党务委员会书记，中华苏维埃共和国工农民主政府执行委员，最高法院院长（1934年出任首任院长），工农检察委员会副主任。1934年10月，董必武參加长征。中央红军长征到陕北后，中共中央对陕北肃反立即明确表态：“停止逮捕，停止审查，停止杀人，一切听候中央来解决。”中共中央决定成立由董必武（最高法院院长）、王首道（国家政治保卫局副局长）、张云逸（副总参谋长）、李维汉、郭洪涛（晋陕甘省委副书记）参加的5人党务委员会负责调查陕北“肃反”，董必武兼主任。11月7日，中央党务委员会宣布释放刘志丹、高岗、张秀山、习仲勋等18名陕甘苏区团以上干部。11月30日，西北局作出对聂洪钧、戴季英的处分决定。

### 从抗日到内战

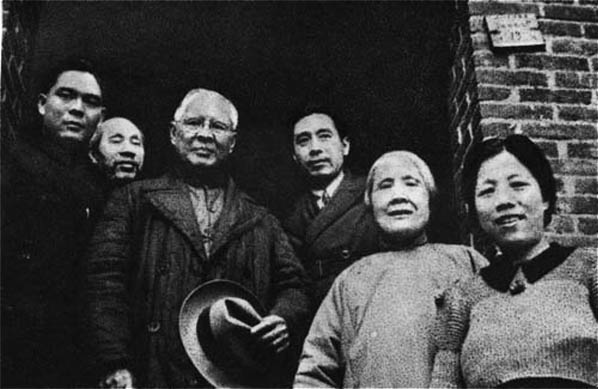
抗日战争期间，1941年12月，周恩来等人在八路军驻重庆办事处接见司徒美堂。从左至右：司徒柱（司徒美堂长子）、董必武、司徒美堂、周恩来、徐宗汉（黄兴夫人）、邓颖超

长征到达陝北后，董必武任中共中央党校校长，陕甘宁边区政府代理主席。在延安，董必武、林伯渠、徐特立、谢觉哉、吴玉章五人被尊称为“延安五老”。抗日战争时期和抗日战争胜利后，董必武是中国共产党同国民政府談判的代表之一。

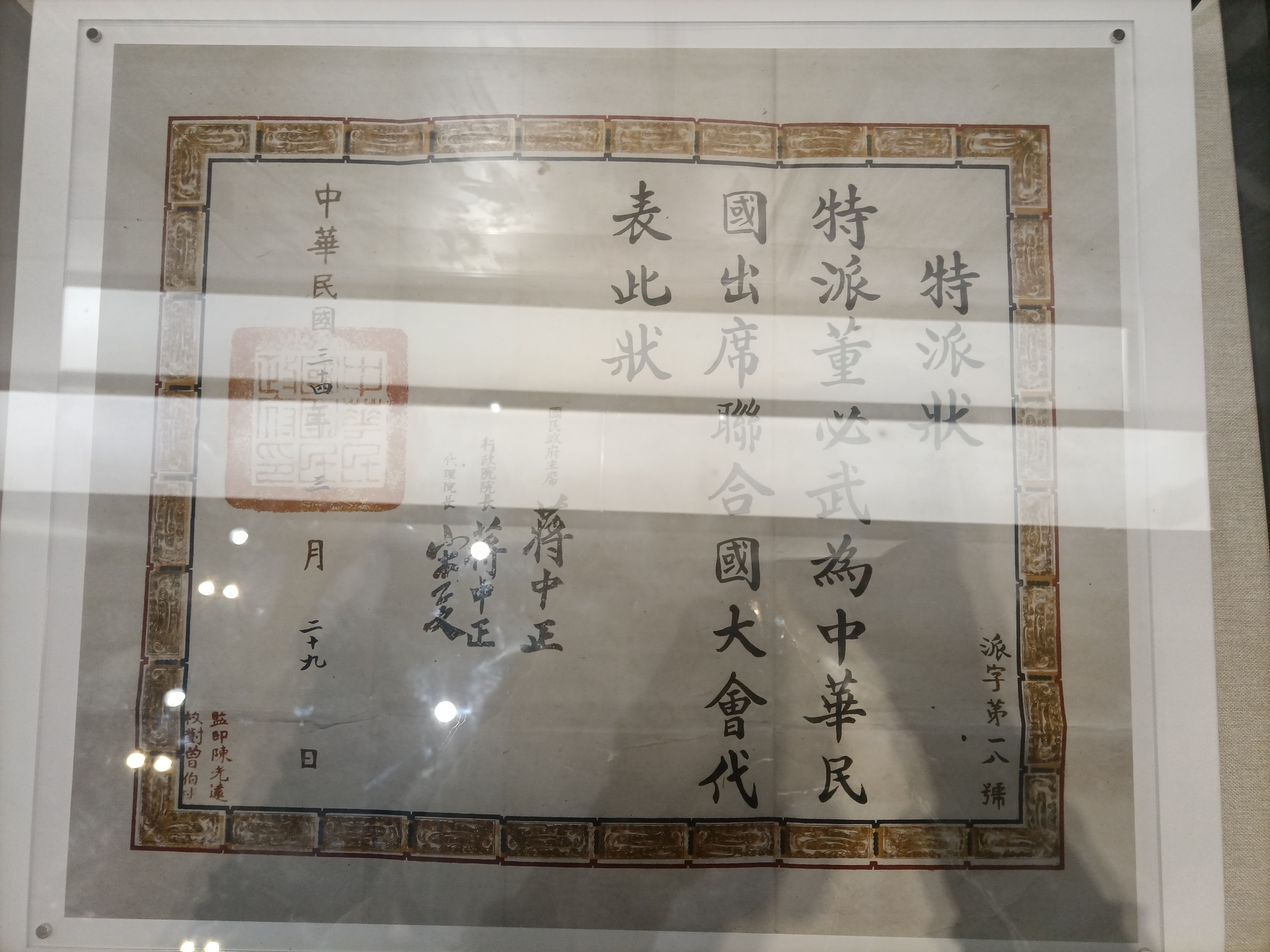
国民政府给董必武颁发的联合国代表委任状

1945年，董必武作为中国共产党解放区代表加入中国代表团，參加旧金山联合国制宪会议，在《联合国宪章》上签字。董必武后任中共中央南方局副书记，中共重庆工委书记。
1947年4月16日为争取长期战争的胜利，中共中央决定在太行成立“华北财经办事处”（简称华北财办），统一华北各解放区财经政策，调剂各区财经关系和收支，并决定董必武为财办主任，由华东、五台（晋察冀）、太行、晋绥各派一得力代表（依次为薛暮桥、南汉宸、杨立三、汤平）为副主任，并经常参加办事处工作。
后任中央工委财委主任、中共中央财经部部长，中共中央华北局书记，华北人民政府主席。

### 共和国法制建设
中华人民共和国成立后，董必武历任政务院财政经济委员会主任，政务院副总理兼政务院政治法律委员会主任。1954年9月，董必武出任最高人民法院院长。1954年，出任全国政协副主席。1955年，出任中共中央监察委员会书记。
董必武是中华人民共和国法制建设的奠基人之一。早在1951年10月18日，政务院副总理董必武致信毛泽东主席和中共中央华东局书记饶漱石称：“党直接做政权机关的工作是不好的”。12月4日毛泽东复信说：“我认为你给饶漱石同志的信的内容是正确的……”　董必武出任最高人民法院院长时，中华民国的《六法全书》早已废除，但新的法律迟迟未能制定，政治运动此起彼伏。董必武表示，政治运动“有副作用，应当以依法治国代替运动治国”。他还说：“党和政府是两种不同的组织系统，党不能对政府下命令”。他明确表示：“国家没有法制，就不能成为一个国家”。
董必武就任院长后，安排最高人民法院法官赴全国各地调研，制定刑事及民事程序审理规则。但是，1957年10月9日及10月14日，《人民日报》接连发表两篇社论称，“政法战线的斗争是阶级斗争最尖锐最集中的部分”，指责当时政法工作“忽视专政倾向和忽视党的领导”。
1957年底，各行业开始“大跃进”，各地人民法院纷纷声称：苦干一至三年，实现“无反革命、无盗窃、无强奸”乃至“无民事纠纷”；审判工作做到“党委满意，公安、检察机关满意，当事人、群众满意”；公安局、检察院、法院三机关联合办案，三机关首长“出去一把抓，回来再分家”，使得三机关相互制约的作用被消除。1958年4月，最高人民法院召开司法工作“跃进”座谈会，董必武在会上表示：“提口号要实事求是，不着边际不好，……法院是最末一道工序，案件到法院判决后就执行了。法院不能走在公安的前面，也不能摆在检察的位置上。”这实际上是对“大跃进”中的三机关联合办案制度的否定。

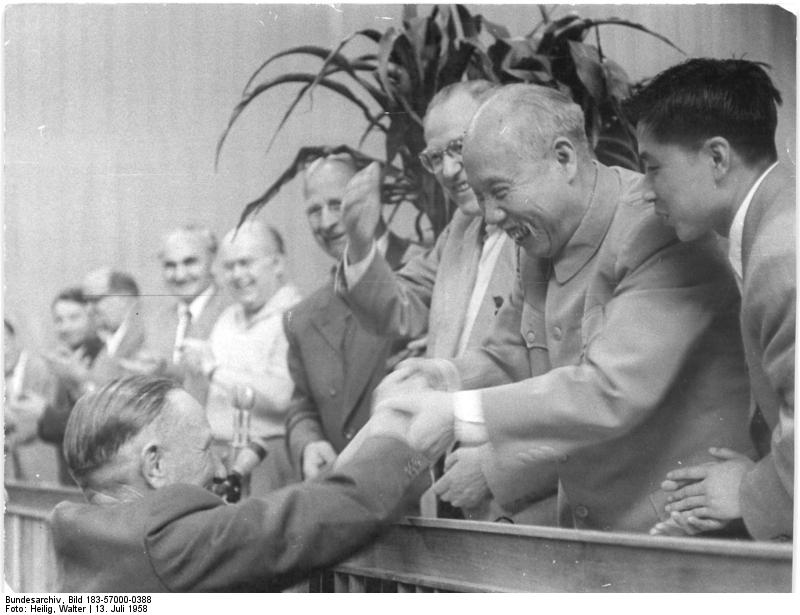
董必武在东德, 1958

### 遭到批判
1958年5月27日，中央派董必武率代表团访问东欧及苏联，8月7日回到北京。在董必武出访期间，中央发出《关于成立财经、政法、外事、科学、文教小组的通知》，其中政法小组组长为彭真，副组长罗瑞卿，董必武仅为成员之一。彭真领导的中央政法小组随即指令最高人民法院会同中华人民共和国司法部召开第四届全国司法工作会议，“检查、总结八年来的工作”。 此次会议未点董必武之名，但会议批判的基本观点多引用董必武的讲话，以检查“政法战线上几年来存在两条路线的争论”，董必武实际上遭到不点名批判。
1958年8月7日董必武回到北京。同年8月13日，全国公安工作会议、全国检察工作会议、全国司法工作会议举行联席大会，请董必武讲话。董必武在联席大会上说：“各位批评得对，我完全接受……”

### 任国家副主席和代主席
1959年庐山会议上，在会议批判彭德怀时，董必武表示：“我思想觉悟低，没有看出彭德怀同志反党。”1959年3月25日，董必武致信毛泽东说：“这次中央全会将讨论国家机关负责人选，我去年十月曾函请小平彭真两同志转报中央， 请求在第二届全国人民代表大会上不再推荐我为最高人民法院院长的候选人……将来在政协安一个没有实际工作责任的名目就够了。”毛泽东批示称：“我和大家同意此信意见，改换工作。中央已建议董必武同志当人民共和国副主席……这几位同志的新工作，责任大，荣誉高，名气也大。”
1959年，董必武与宋庆龄一起当选中华人民共和国副主席。此后他不再谈论政法事宜，而是谈“农村要积极地推广利用沼气”之类的话题。在公开发表的诗作中，董必武勉励妻子何连芝学习毛泽东著作“用之不尽保终身”，勉励儿子“毛选诸篇读尚勤”。文化大革命期间，中华人民共和国主席刘少奇被打倒，林彪事件之后，身为国家副主席的董必武被宣布为中华人民共和国代主席，但未经任何法律程序任命。1975年1月，国家主席和副主席职务被修宪正式废除，“中华人民共和国主席存废之争”正式告一段落，董必武当选第四屆全国人大常委会副委员长。
文化大革命爆发后，董必武的幼子董良翮是一名红卫兵领导人，曾两次遭到逮捕。董必武在《闻酉儿于北京车站被捕》一诗中写道：“闻尔重入狱，吾衰心更惊！卧床苦无梦，食饭竟忘盛。试飞曾折翼，语频或失声。恢恢天网大，疏释望新生。”董必武是中共六屆中央委員，七、八、九屆中央政治局委員，十屆中央政治局常委。1975年4月2日，董必武在北京病逝，享年89歲。董必武逝世后，联合国秘书长库尔特·瓦尔德海姆专门发电悼念，称他为联合国的创始人之一。

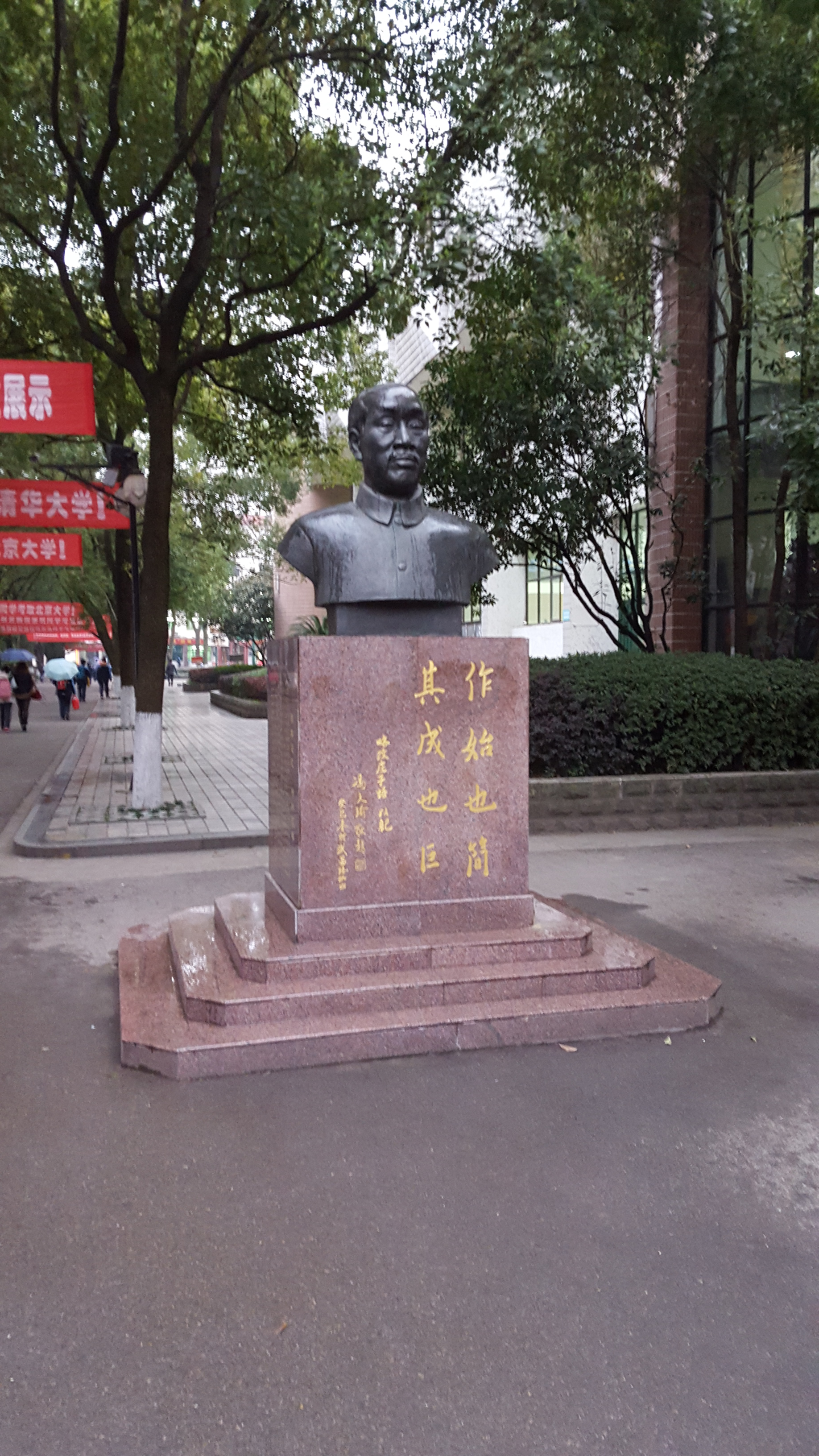
宜昌一中董必武铜像

## 著作
- 《董必武詩選》1977年人民文学出版社
- 《董必武詩稿》1979年文物出版社
- 《董必武選集》1985年人民出版社
- 《董必武政治法律文集》1986年法律出版社
- 《董必武法学文集》2001年法律出版社

## 荣誉

### 外国勋奖
- 柬埔寨王国
  -  大十字级柬埔寨王家勋章（1956年2月18日于北京颁发[5]）

## 家庭
董必武3次结婚。第一次是在参加革命前，在湖北家乡结婚。第二次是在福建与一位女红军结婚。长征时，第二位妻子留在苏区，后与董必武失去联系。到达延安后，组织上为照顾董必武的生活，促成其与一位参加了长征的女红军结婚，即何连芝。
- 第一任妻子：黃俊貞
  - 長子：早夭，黃俊貞生。
- 第二任妻子：陳碧英
- 第三任妻子：何连芝
  - 次子：董良羽，1938年何连芝生，2023年1月13日因病辞世，享年 85 岁。
    - 长儿媳：李黎力，董良羽的妻子，原黑龙江省省长李范五的小女儿。1967年因父亲李范五被打倒而与董良羽离婚。此后1972年董良羽再婚，李黎力也很晚才再婚。二人各自成家后均有一双儿女，但家庭生活均不幸福。1990年，二人各自离婚后，又重新结合到一起。

  - 女儿：董良翚（又名董楚青），1941年何连芝生
  - 幼子：董良翮，1945年何连芝生

## 延伸阅读
- 《董必武年譜》
- 《董必武传略》编写组：《董必武传略》，法律出版社，1985年